# قرار مجلس الأمن التابع للأمم المتحدة رقم 393
قرار مجلس الأمن التابع للأمم المتحدة رقم 393، الصادر في 30 يوليو 1976، بعد رسالة من ممثل زامبيا، أدان الهجوم الأخير الذي شنته جنوب أفريقيا على الأراضي الزامبية، والذي أدى إلى تدمير الممتلكات وخسائر في الأرواح. واستمر القرار في الإعراب عن القلق بشأن احتلال جنوب إفريقيا لجنوب غرب إفريقيا واستخدامها كقاعدة لمهاجمة البلدان الأفريقية المجاورة، وأن استمرار ذلك سيشكل تهديدًا للسلم والأمن الدوليين.
وخلص المجلس إلى أن الهجوم كان انتهاكا لسلامة زامبيا واستقلالها وسيادتها. وكرر دعمه لشعب ناميبيا والدول التي دعمت قضيتها، وكذلك إزالة الفصل العنصري الذي سيكون «ضروريا لتحقيق العدالة والسلام الدائم في المنطقة». كما أعلن القرار أنه إذا استمرت الهجمات الأخرى، فسيقرر اتخاذ تدابير مناسبة للرد عليها وفقا لميثاق الأمم المتحدة.
القرار، الذي أيدته أيضا زائير، اعتمد بأغلبية 14 صوتاً؛ مع امتناع واحد عن الولايات المتحدة.
في الأيام التي سبقت الاجتماع، أدانت زامبيا جنوب أفريقيا لتنفيذها هجمات على أراضيها، مما أدى إلى مقتل 24 شخصًا وإصابة 45 شخصًا. كما اتهمت جنوب إفريقيا بقصف قرية بالقرب من الحدود مع أنغولا وجنوب غرب إفريقيا وعلى طول نهر زامبيزي. ونفت جنوب إفريقيا هذه المزاعم قائلة انها «لن تأذن في أي وقت ولن تسمح بشن هجمات على القرى الزامبية.» كما انتقد مجلس الأمن لإدانته دون الانخراط مع البلاد، «نحن بحاجة إلى التواصل. لا نحتاج إلى مفاقمة الوضع» وفقًا لممثل جنوب إفريقيا بيك بوتا.

## روابط خارجية
- نص القرار في undocs.org
- القرارات من 376 إلى 501